# Cubocephalus flavipes
Cubocephalus flavipes là một loài tò vò trong họ Ichneumonidae.